# Baileya melanoleuca
Baileya melanoleuca är en fjärilsart som beskrevs av Rothschild 1917. Baileya melanoleuca ingår i släktet Baileya och familjen trågspinnare. Inga underarter finns listade i Catalogue of Life.